# Каракула Віталій Олександрович
Віта́лій Олекса́ндрович Каракула (12 березня 1986, Деражня — 16 січня 2015, Одрадівка) — солдат Збройних сил України, 44-та окрема артилерійська бригада. Учасник боїв за Дебальцеве. Кавалер ордена «За мужність» III ступеня.

## Життєпис
2003 року закінчив 11 класів деражнянського НВК ЗОШ № 2, гімназії.
19 квітня 2004 року призваний на військову службу Деражнянським військкоматом. Направлений у навчальну частину в м. Кривий Ріг. Військову присягу склав 22 травня 2004 року в м. Кривий Ріг. Після закінчення учебки направлений для проходження військової служби в м. Кременчук. Служив Віталій у патрульно-постовій службі. 24 жовтня 2005 року звільнений у запас.[джерело?]
Під час служби познайомився з Подобашенко Оленою Олександрівною, у 2006 році одружився з нею. 13 лютого 2007 року в них народився син Владислав.
У 2008 році закінчив Хмельницький інститут соціальних технологій закладу вищої освіти Відкритий міжнародний університет розвитку людини «Україна» за спеціальністю правознавство і здобув кваліфікацію юриста.
Жив і працював Віталій у Деражні.
У 2013 році Віталій з Оленою розлучилися.
6 Вересня 2014 року призваний за мобілізацією згідно з Указом Президента України «Про часткову мобілізацію» до військової частини А 1428, с-ще Старичі Львівської області. Брав участь у бойових діях у зоні проведення антитерористичної операції.
16 січня 2015 року загинув під час обстрілу окупаційних сил поблизу села Одрадівки Артемівського району — снаряд влучив у бліндаж. Тоді ж загинули старший сержант Микола Штанський, солдати Олександр Босий та Сергій Слобоженко.
Похований у Деражні 21 січня 2015 року.
Без Віталія лишилися батьки і син Владислав.

## Нагороди та вшанування
- Указом Президента України № 311/2015 від 4 червня 2015 року, «за особисту мужність і високий професіоналізм, виявлені у захисті державного суверенітету та територіальної цілісності України, вірність військовій присязі», нагороджений орденом «За мужність» III ступеня (посмертно)[2].
- Нагороджений відзнакою Президента України «За участь в антитерористичній операції» (посмертно).
- В березні 2016 року на фасаді Деражнянського НВК ЗОШ № 2 встановлено меморіальні дошки колишнім учням, які загинули під час виконання службового обов'язку в зоні бойових лій — Ігорю Гейсуну, Євгену Андріюку, Віталію Каракулі та Івану Зубкову[3].
- Вшановується в меморіальному комплексі «Зала пам'яті», в щоденному ранковому церемоніалі 16 січня[4][5].